# Colla opalina
Colla opalina är en fjärilsart som beskrevs av Butler. Colla opalina ingår i släktet Colla och familjen silkesspinnare. Inga underarter finns listade i Catalogue of Life.